# Roberto Posada García-Peña
Roberto Posada García-Peña conocido como D' Artagnan (Bogotá, 13 de octubre de 1954-Bogotá, 23 de febrero de 2009) fue un periodista colombiano.
Hijo de Jaime Posada Díaz, Posada García-Peña se graduó del Gimnasio Moderno en 1973. En 1980 obtuvo el título de abogado en la Universidad del Rosario y más tarde realizó una especialización en Derecho Económico. Empezó a escribir en el diario El Tiempo desde los 15 años una columna de nombre "El Hincha Azul", dedicada al equipo de fútbol Millonarios FC de la capital colombiana. Su abuelo Roberto García-Peña fue director durante 42 años del diario El Tiempo al cual se vinculó Posada para escribir una columna de opinión semanal bajo el seudónimo de D'Artagnan donde defendió las ideas liberales. En 1986 se convirtió en director de la Revista Credencial, actividad que realizó hasta su fallecimiento. Desde 1992 fue director de las "Lecturas Dominicales" de El Tiempo; en 1997 entró a formar parte del consejo editorial de dicho diario.
Posada acompañó las candidaturas de dirigentes liberales que llegaron a la presidencia como Virgilio Barco y César Gaviria y fue uno de los más grandes defensores de Ernesto Samper durante el controvertido Proceso 8.000.
Durante los últimos años defendió y apoyó las posturas del presidente Álvaro Uribe y condujo un programa llamado "¿Qué está cocinando D'Artagnan?", en el cual entrevistaba a personajes de la vida pública mientras realizaba recetas de cocina, actividad que era uno de sus pasatiempos.
A los 54 años falleció en Bogotá. Posada era padre de 3 hijos y estaba casado con Lorenza Panero.